# Várkonyi János
Várkonyi János (Békéscsaba, 1947. szeptember 23.–) magyar festőművész.

## Élete
Szülővárosában a Rózsa Ferenc Gimnáziumban érettségizett, majd a szegedi tanárképző rajz szakát végezte el 1971-ben. 1982-től tagja a Magyar Alkotóművészek Országos Egyesületének, valamint a Békéstáji Művészeti Társaságnak. Aktív résztvevője a békési Csuta és a nagykanizsai Ludvig Nemzetközi Művésztelepnek. 1986-ban Székely Bertalan díjat kapott. Napjainkban is Békéscsabán él és dolgozik.

## Művészete
Festményein lírai, figuratív munkáiban a romantika, az irónia egyaránt felfedezhető. A táblaképek mellett könyv illusztrációkat, grafikákat készít. Országos, valamint külföldi tárlatokon gyakran szerepel. Képei megtalálhatók külföldi magángyűjteményekben (Ausztria, Olaszország, Japán, Luxemburg, Svájc) Hazánkban is több egyéni és csoportos kiállítás résztvevője volt.
Művészettörténészek így nyilatkoznak róla: „Eszközei, hangulati tónusai, gesztusai:az irónia, a groteszk, a megsemmisítő hevületű, vagy abszurd leleplező helyzetek, viszonyok s a nosztalgikus vissza-gyönyörködés a kis dolgok, a régi jó meleg emberi kapcsolatok félmúltjába. Stíluselemei pedig: a holland kismesterek pontos mívessége. Munkácsy ember és Csontváry tájábrázoló fantasztikuma, s a rejtett összefüggések szürrealista feltáró technikája.”
„Gyakran ihleti meg ecsetét múltunk, közelmúltunk világa, történései és emberei egyaránt.Nem nosztalgikus visszakívánás hatja át e műveit, hanem sokkal inkább a különös iránti, nem szépítő, megmosolyogtató, humorral átszőtt érdeklődést érezzük bennük.Nem a sokkolás, nem a világ megváltoztatása, inkább a bensőséges örömszerzés munkásságának célja és egyben sikerének titka is.”